# André S. Labarthe
André S. Labarthe (Oloron-Sainte-Marie 18 de diciembre de 1931 - París 5 de marzo de 2018) fue un actor, productor de cinema y director francés. Protagonzó al lado de Anna Karina la película de 1962 Vivir su vida. Fue el director de muchos documentales de televisión que perfilan personas concretas, comenzando por Cinéastes de notre temps.

## Filmografía
| Año  | Título                             | Papel                  | Notas |
| ---- | ---------------------------------- | ---------------------- | ----- |
| 1960 | Al final de la escapada            | Periodista a Orly #1   |       |
| 1962 | Vivir su vida                      | Paul                   |       |
| 1969 | L'Amour fou                        | Director de televisión |       |
| 1978 | Va voir maman, papa travaille      | El doctor              |       |
| 1991 | Alemania año cero                  | Récitant               |       |
| 1993 | Les Enfants jouent à la Russie     | Alcide Jolivet         |       |
| 1995 | JLG/JLG - autoportrait de décembre |                        |       |
| 2002 | Novo                               | L'home al museu        |       |
| 2008 | Monsieur Morimoto                  |                        |       |
| 2010 | Turnê                              | L'amo del cabaret      |       |

## Bibliografia
- Pierre-Emmanuel Parais, André S. Labarthe, regard secret, Millau, éditions Pierre-Emmanuel Parais, 2020.